# José María Cárdenas
José Maria Cárdenas López (né le 2 avril 1985 à Zacatecas au Mexique) est un joueur de football international mexicain, qui évolue au poste d'attaquant.

## Biographie

### Carrière en sélection
Avec l'équipe du Mexique, il joue 4 matchs (pour un but inscrit) depuis 2009. 
Il figure dans le groupe des sélectionnés lors des Gold Cup de 2009 et de 2013. Le Mexique remporte la compétition en 2009.

## Palmarès
| \| Atlante - Championnat du Mexique (1) : - Champion : 2007 (Apertura). \| \| León - Championnat du Mexique (1) : - Champion : 2014 (Clausura). \| |  | Mexique - Gold Cup (1) : - Vainqueur : 2009.                      |
| Atlante - Championnat du Mexique (1) : - Champion : 2007 (Apertura).                                                                               |  | León - Championnat du Mexique (1) : - Champion : 2014 (Clausura). |